# ドラゴンボールZ とびっきりの最強対最強
『ドラゴンボールZ とびっきりの最強対最強』（ドラゴンボールゼット とびっきりのさいきょうたいさいきょう）は、1991年7月20日に公開された『ドラゴンボール』シリーズの劇場公開作第8弾である。監督は橋本光夫。
キャッチコピーは「暑さブッとぶ元気玉!夏、オラとあおうぜ!!」「あいつは、もう悟空ではない‥‥‥‥孫悟空ではない‥‥怒りの戦士、超サイヤ人だ!!」。
夏休みの東映アニメフェアの1作品として上映された。同時上映作は『ドラゴンクエスト ダイの大冒険』『まじかる☆タルるートくん 燃えろ!友情の魔法大戦』。

## 解説
邦画配給収入14億円。
時期的には「劇中で「悟空のやつ、ナメック星から戻ってきてから随分と強くなった」と亀仙人が語っている。この点からトランクス登場〜人造人間出現までの三年間の間の事件であることは間違いないだろう」と『DRAGON BALL大全集』で解説されている。
なお、映画公開時点では原作でもフリーザとの戦いが終わったばかりで、作中で悟空がフリーザを倒したという発言がありながらテレビアニメ『ドラゴンボールZ』ではナメック星でフリーザとの戦闘の最中だった。このように、物語が大きく動いている最中に制作された映画作品である。

## あらすじ
フリーザの兄クウラは、フリーザが地球から来た孫悟空というサイヤ人に倒されたと聞き、彼を倒すべく地球に向かった。悟空が悟飯、クリリン、ウーロン、ハイヤードラゴンたちと渓谷でキャンプを楽しんでいたところへ、突如クウラ機甲戦隊が襲いかかってくる。悟空はクウラの部下であるサウザー、ドーレ、ネイズを圧倒するが、フリーザにそっくりなクウラの登場に戸惑う。そこへやって来た悟飯にクウラが破壊光線を放つ。直撃する瞬間、悟飯を庇った悟空は背中に重傷を負い、滝壺へと落下してしまう。悟飯は悟空を洞窟へ匿い、彼の指示でカリン塔へ仙豆を取りに行き戻ってくるが、サウザーらに見つかってしまう。そこへピッコロが現れてドーレとネイズを倒し、悟飯を追っているサウザーを追撃。その最中突然クウラが現れピッコロを足止めしサウザーは再び悟飯を追う。悟飯が悟空に仙豆を渡す直前につけてきたサウザーがそれを焼却し、これに激怒したクリリンと悟飯が立ち向かうも歯が立たずに敗れる。残る悟空にとどめを刺そうとするサウザーの前に、復活した悟空が現れる。実は悟飯が燃やされたものとは別に仙豆を持っていたことを思い出し、それを食べさせていた。驚愕するサウザーだったがそこにクウラが現れ、さらに脇に抱えていたピッコロを空中へ放り投げエネルギー弾で撃ち落とす。その非情な行為に悟空は怒り、サウザーからの攻撃をものともせず気合で吹き飛ばしクウラに攻撃を仕掛ける。今、地球に於いて最強同士の戦いの火蓋が切られる。

## 登場人物

### レギュラーキャラクター
- 孫悟空、孫悟飯、バーダック - 野沢雅子
- ピッコロ - 古川登志夫
- クリリン、ヤジロベー[3] - 田中真弓
- ウーロン - 龍田直樹
- チチ - 渡辺菜生子
- 亀仙人 - 宮内幸平
- カリン - 永井一郎
- フリーザ - 中尾隆聖
- ナレーター - 八奈見乗児

### ゲストキャラクター
クウラたちのキャラクター紹介は、映画上映前の『週刊少年ジャンプ』1991年第25号に記載された。

クウラ
声 - 中尾隆聖
フリーザの兄。通常でもフリーザの最終形態に相当する姿を持ち、さらにもう1回変身して戦闘力が上昇する。声も外見もフリーザに似ているが、その性格は弟以上に残忍かつ冷酷。一例として、弟のフリーザや父親のコルド大王は相手に利用価値があれば「部下として働かないか」と一旦は勧誘することが多いが、クウラは事情を問わず、気に入らない者はその星ごと徹底的に壊滅させなければ気が済まない。そのため、フリーザを「まだまだ甘い」と評価している。
あらすじなどでは、「弟のフリーザの仇を討つために悟空の前に現れた」と書かれていることがあるが、身内への情などは無く、実際は自分たちの一族に泥を塗ったサイヤ人への復讐が目的である。ゲームではフリーザとの会話、IFストーリーの内容から、互いに自分が宇宙最強だと譲らず兄弟対決をする描写がなされており、2人の仲の悪さが表現されている。コルド大王に対しても『ドラゴンボールZ Sparking!METEOR』では代わりに一族を担おうとする旨の発言で罵るなど、敵対的な接し方をする。『ドラゴンボールZIII 烈戦人造人間』では2人が敗れたことに対し、「我が一族の恥だ！」と一蹴している。
もう1回変身して最終形態になると身体が一回り大きくなり、頭部から4本の角が後方に伸び、両肩がプロテクターのように張り出し、尻尾の先端は外殻で覆われ、背中から2本の角が生え、両前腕部からもナイフ状の突起物が生え、口はマスクのようなもので覆われる（覆われた後は、声にもエフェクトが入る）。この形態は「クウラ第四変身形態」とも呼ばれる。技は目・指からの光線（目から発射するものは破壊光線と呼称）、腕を振り上げての巨大エネルギー弾を使用した。『週刊少年ジャンプ』での紹介では、両手から青白いエネルギー弾を発射して敵を金縛りにし、目からの破壊光線で倒すと解説されているが、劇中では未使用。『Vジャンプ 2004年7月号』「DRAGON BALL魂」のコーナーの『ドラゴンボールZ3』特集では推定戦闘力4億7千万以上と書かれている。
約20年前、フリーザが惑星ベジータを破壊する光景を宇宙船から見ており、その際に悟空を乗せた宇宙ポッドを発見しているが、サウザに撃ち落とすか聞かれた際、「フリーザの蒔いた種だから、フリーザに刈らせる」と黙認、フリーザを「まだまだ甘い」と称してその場を去った。その後弟が悟空に敗れたことを知り、「フリーザを倒したのは超サイヤ人ではないか」と考え、自身の親衛隊「クウラ機甲戦隊」を率いて地球に来襲した。
最初は悟空と互角の勝負を演じるが、最終形態に変身するとフルパワーの界王拳を使用した悟空を圧倒するほどの力を見せつけた。しかし、怒りによって超サイヤ人に変身されたことで形勢逆転、不意を突いて巨大エネルギー弾で地球もろとも悟空を殺そうとするが、それを受け止められて押し返された挙句、かめはめ波で太陽まで吹き飛ばされ、かめはめ波と太陽に挟まれて体が崩壊していく際、赤ん坊の悟空を乗せた宇宙ポッドを見逃した時のことを思い出し、その時に撃ち落とさなかったこととフリーザだけではなく自身も甘かったことを痛感しながら消滅した。
悟空との戦いで死亡したと思われていたが、後の劇場版第9作『ドラゴンボールZ 激突!!100億パワーの戦士たち』にて辛うじて一命を取り留め、脳だけで宇宙空間を漂っていたことが判明し、体をサイボーグ化し、新ナメック星への侵攻を企てた。
劇場版第15作『ドラゴンボールZ 復活のフュージョン!!悟空とベジータ』のポスターには、あの世から復活した悪役たちの中に紛れている。『ドラゴンボールGT』（第42話）では、コルド大王などと共に地獄から復活しているシーンがあった。初期のOVA『ドラゴンボールZ外伝 サイヤ人絶滅計画』ではフリーザ、ターレス、スラッグとともに憎しみでできたゴースト戦士となって復活。倒された恨みを晴らすべく再び悟空と対決している。初期のものはフリーザからは「クウラ」と呼び捨てにされ、対等な口調で会話していたが後のゲーム版では「兄さん」もしくは「アニキ」と呼ばれ、話し方も形態によって異なっている。
『ドラゴンボール ゼノバース2』では主人公がフリーザ、クウラどちらの派閥に入るかで対応が変化。クウラの配下になった場合、更なる次元へと到達するためのトレーニングを手伝うように言ってくる。同作品ではこのトレーニングによってメタルクウラへと変化している。主人公を自らの片腕に据えるなど好意を見せている。
『ドラゴンボール ファイターズ』では破壊神ビルスの存在を知っており、フリーザとコルド大王同様彼を恐れていた。
トレーディングカードアーケードゲーム『スーパードラゴンボールヒーローズ ユニバースミッション』のオリジナルエピソード「監獄惑星編」では、謎の男フューによって「監獄惑星」という空間内に閉じ込められ、自身と同じく捕らえられたトランクス（未来）と共に脱出を試みる。この「監獄惑星編」においては、最終形態よりもさらにパワーアップした「ゴールデンクウラ」（クウラ自身が命名）という新たな形態への変身を遂げている。ゴールデンクウラに変身する際に「弟（フリーザ）にできて、俺にできないはずがない」と発言しており、弟への対抗心を見せていた。また、このストーリーで同じく別の次元から連れてこられた父・コルド大王を「親父」と呼んでいる。このストーリーにおいて、「一族のプライドに泥を塗った相手」として憎んでいるはずのトランクスや悟空たちサイヤ人に協力している理由について、あくまでもクウラ自身は「目的（監獄惑星からの脱出）が一致しているだけだ」と語っている。
「宇宙争乱編」では、「ゴールデンメタルクウラ」に変身し、悪のサイヤ人カンバーと激突した。
「新時空大戦編」では、メタルクウラの姿で登場し、フリーザとともに悟空を倒そうとした。
名の由来はクーラーだが、直接的過ぎるので悩んでいたプロデューサーの森下孝三が、自身の出身である静岡県の方言で、食事をする時に言う言葉「メシでも食うら」をふと思い出し、「クウラ」に決めた。
クウラ機甲戦隊
クウラの配下で、全宇宙から精鋭を集めた3人のエリート部隊。フリーザの配下であるギニュー特戦隊をも上回る戦闘力を持つ。悟空から何者だと聞かれた際には特戦隊同様に3人揃ってのファイティングポーズを披露している。また、メンバーは3人と少数だが、1日で7個の惑星を破壊できる実力を持つとされる。彼らが着用している戦闘服はフリーザ軍の惑星戦士が着用しているものとほぼ同様のデザインだが、カラーリングは白を基調としている。また、肩パッドは右肩部分のみで、上向きの放物線状のマークをあしらっている。約20年前の回想から外見に変化は見られず、新型と同様のスカウターを着用していた。名前はいずれも調味料に由来する。
ゲーム『ドラゴンボールZ Sparking! NEO』および続編の『ドラゴンボールZ Sparking! METEOR』では隊長のサウザーのみ登場。ギニュー特戦隊とは仲が悪く、彼らとの戦闘では「おちゃらけ軍団」と罵っている。ゲーム『ドラゴンボール レイジングブラスト2』では全員登場。クウラとの戦闘では3人とも、反旗を翻す態度を取る。
サウザー
声 - 速水奨
クウラ機甲戦隊のリーダー。戦闘力170,000。惑星クウラNo.98（旧ブレンチ星）出身。7000の宇宙語を話せる頭脳の持ち主。ギニュー特戦隊のジースとは二重太陽のある同じ星系出身の仲間で、またギニューとはクウラ機甲戦隊の隊長の座を争ったライバル同士だった。出身星の重力が大きかったために身体は小柄だが、その分他の星では非常に身軽である。ピッコロと遭遇した際は彼がナメック星人であることに気付き、悟空が戦闘力を攻防の一瞬だけ上げて戦うタイプの戦士だとすぐに見抜くなど、観察力に優れる。また、惑星ベジータの消滅の映像を見て「さすが、フリーザ様だ」と述べており、フリーザに対しても敬意を示している。スピードのネイズ、パワーのドーレと比してテクニックに優れ、エネルギー手刀と指からの光線などを用いる。悟空のパワーに吹き飛ばされるが、クウラが太陽に飛ばされて倒された後も生き残っていた。その後、満身創痍の悟空たちに襲いかかろうとするが、不意に飛んできたピッコロの「魔貫光殺砲」で腹部を撃ち抜かれて死亡する。
『復活のフュージョン!!悟空とベジータ』ではポスターでクウラと共にあの世から復活した悪役たちの中に紛れており、同作品の映画本編でもフリーザの手下として一瞬映っているが、アンダースーツの色が本作登場時と異なっている。
名前の由来はサウザンアイランド。
ドーレ
声 - 佐藤正治
宇宙プロレス連盟の元レスラー。戦闘力は185,000。惑星クウラNo.256（旧ベッパー星）出身。マグマの中に大陸がある星の出身で、鍛え上げられた非常にタフな身体を持っているが、対戦相手を全て殺害するなど性格は残虐。悟飯の尻尾を握って脱力させてから痛めつけるが、駆けつけたピッコロに苦戦する。ネイズがピッコロの相手をしている内に悟飯を追うが、すぐさまピッコロが放った追尾エネルギー波を押し返そうとするも耐えきれずに爆死した。
名前の由来はドレッシング。
ネイズ
声 - 平野正人
水ばかりの惑星に住む両生類の一種から進化した種族。戦闘力163,000。惑星クウラNo.6（旧ゾルト星）出身。しなやかで、弾力性のある皮膚と骨格を持ち、亀のように首を胴体に引っ込めたり、手足を伸ばすことができる（手足の伸縮は劇中では未使用）。ドーレとは言い争う場面が見られたが、ドーレが死んだ時は激昂した様子も見せていた。体内に発電器官があり、全身から高圧電流を発することが可能。ピッコロにそれを仕掛けて一時的に追い詰めるが、逆に技を返されたことで感電死した。
名前の由来はマヨネーズ。
ハイヤードラゴン
声 - 龍田直樹
悟飯と仲良しのドラゴン。クウラ機甲戦隊によって森が破壊された際にはウーロンと共に動物の救助活動を行ったり、悟飯を背中に乗せてカリン塔まで連れて行くなどの活躍をした。
詳細はハイヤードラゴンを参照。

## スタッフ
- 製作総指揮 - 今田智憲、茅野力造
- 原作 - 鳥山明
- 企画 - 森下孝三、清水賢治、週刊少年ジャンプ
- 製作担当 - 末永雄一
- 脚本 - 小山高生
- 音楽 - 菊池俊輔
- 撮影監督 - 福井政利
- 美術監督 - 松宮正純
- 作画監督 - 前田実
- 監修 - 西尾大介
- 監督 - 橋本光夫
- 作画監督補佐 - 佐藤正樹
- 原画 - 中鶴勝祥、佐藤正樹、山室直儀、上野ケン、福田道生、稲上晃、中村豊 他
- 宣伝協力 - フジテレビ

## 主題歌
オープニングテーマ - 「CHA-LA HEAD-CHA-LA」
作詞 - 森雪之丞 / 作曲 - 清岡千穂 / 編曲 - 山本健司 / 歌 - 影山ヒロノブ
エンディングテーマ - 「とびっきりの最強対最強」
作詞 - 佐藤大 / 作曲 - 池毅 / 編曲 - 山本健司 / 歌 - 影山ヒロノブ

## 映像ソフト
いずれも東映ビデオより発売。
- VHS・LD
1992年2月14日に発売。
- DVD
  - DRAGON BALL 劇場版 DVDBOX DRAGON BOX THE MOVIES
2006年4月14日発売。
  - DRAGON BALL THE MOVIES #05 ドラゴンボールZ とびっきりの最強対最強
2008年10月10日発売。
- Blu-ray
  - DRAGON BALL THE MOVIES Blu‐ray ♯03
2018年11月2日発売。

## 関連書籍
- ジャンプ・アニメコミックス ドラゴンボールZ とびっきりの最強対最強 - 集英社、1992年3月30日、ISBN 4-8342-1181-9

## 受賞歴
- 第9回ゴールデングロス賞優秀銀賞[10]

## テレビ放送
- 1994年1月2日、フジテレビの新春特番『新春アニメスペシャル』（10:00 - 13:50）で、『ドラゴンボールZ 極限バトル!!三大超サイヤ人』・『ちびまる子ちゃん わたしの好きな歌』と合わせて放送された[11]。番組では孫悟空とまる子（声：TARAKO）が解説者として登場するアニメが放送された。